# Trockenbachshof
Trockenbachshof ist ein Gemeindeteil des Marktes Burgsinn im unterfränkischen Landkreis Main-Spessart in Bayern. Trockenbachshof liegt in der Gemarkung Burgsinn.

## Geographische Lage
Die Einöde liegt inmitten des Waldgebietes Obere Erlendelle im Tal des Trockenbachs, eines linken Zuflusses des Fliesenbachs. Ein Wirtschaftsweg führt nach Burgsinn (4 km nordöstlich) bzw. nach Rieneck (3,5 km südöstlich).

## Geschichte
Mit dem Gemeindeedikt (frühes 19. Jahrhundert) wurde Trockenbachshof der neu gebildeten Ruralgemeinde Burgsinn zugewiesen. In der freiwilligen Gerichtsbarkeit unterstand Trockenbachshof dem Patrimonialgericht Burgsinn.